# Montferrand-du-Périgord
Pour les articles homonymes, voir Montferrand.
Montferrand-du-Périgord est une commune française située dans le département de la Dordogne en région Nouvelle-Aquitaine. Limitrophe du site préhistorique de Combe-Capelle, elle bénéficie d'un riche patrimoine, en particulier son église Saint-Christophe.

## Géographie

### Localisation
Montferrand-du-Périgord se trouve en bordure sud de la route départementale 26, entre Beaumont-du-Périgord et Belvès, à égale distance de Bergerac, Sarlat-la-Canéda et Villefranche-du-Périgord.
Le village est sur le trajet du sentier de grande randonnée GR 36, entre Belvès et Monpazier.

### Communes limitrophes
Montferrand-du-Périgord est limitrophe de six autres communes.
| Saint-Avit-Sénieur | Le Buisson-de-Cadouin     | Bouillac           |
|                    | Montferrand-du-Périgord   |                    |
| Sainte-Croix       | Saint-Romain-de-Monpazier | Saint-Avit-Rivière |

### Géologie et relief

#### Géologie
Situé sur la plaque nord du Bassin aquitain et bordé à son extrémité nord-est par une frange du Massif central, le département de la Dordogne présente une grande diversité géologique. Les terrains sont disposés en profondeur en strates régulières, témoins d'une sédimentation sur cette ancienne plate-forme marine. Le département peut ainsi être découpé sur le plan géologique en quatre gradins différenciés selon leur âge géologique. Montferrand-du-Périgord est située dans le troisième gradin à partir du nord-est, un plateau formé de calcaires hétérogènes du Crétacé.
Les couches affleurantes sur le territoire communal sont constituées de formations superficielles du Quaternaire et de roches sédimentaires datant pour certaines du Cénozoïque, et pour d'autres du Mésozoïque. La formation la plus ancienne, notée c5a(2), date du Campanien 1, des calcaires packstone à wackstone crayo-marneux gris blanchâtres à subalvéolines à silex gris ou noirs. La formation la plus récente, notée CFvs, fait partie des formations superficielles de type colluvions carbonatées de vallons secs : sable limoneux à débris calcaires et argile sableuse à débris. Le descriptif de ces couches est détaillé dans  la feuille « no 831 - Belvès » de la carte géologique au 1/50 000 de la France métropolitaine, et sa notice associée.

Carte géologique de Montferrand-du-Périgord.

#### Relief et paysages
Le département de la Dordogne se présente comme un vaste plateau incliné du nord-est (491 m, à la forêt de Vieillecour dans le Nontronnais, à Saint-Pierre-de-Frugie) au sud-ouest (2 m à Lamothe-Montravel). L'altitude du territoire communal varie quant à elle entre 85 mètres et 234 mètres,.
Située sur le plateau aquitain, la commune domine la vallée préhistorique de la Couze, affluent de la Dordogne. Le point le plus haut se situe au nord, dans la forêt de la Bessède. Le point le plus bas se situe à l'ouest, sur la Couze, face au gisement préhistorique de Combe-Capelle.
Selon le relief, il existe différents types de sols :
- sur les plateaux, des sols lessivés sur graviers, sables et argiles qui sont pauvres et légèrement acides, avec également la  présence de minerai de fer ;
- sur les pentes qui bordent les cours d’eau (Couze et affluents), on trouve principalement des causses calcaires durs du Tertiaire, sols perméables sensibles à la pollution ;
- dans les vallées, un sol argileux, très humide au printemps puis rapidement desséché.

Les causses calcaires favorisent les orchidées.

Orchidées des coteaux nord.
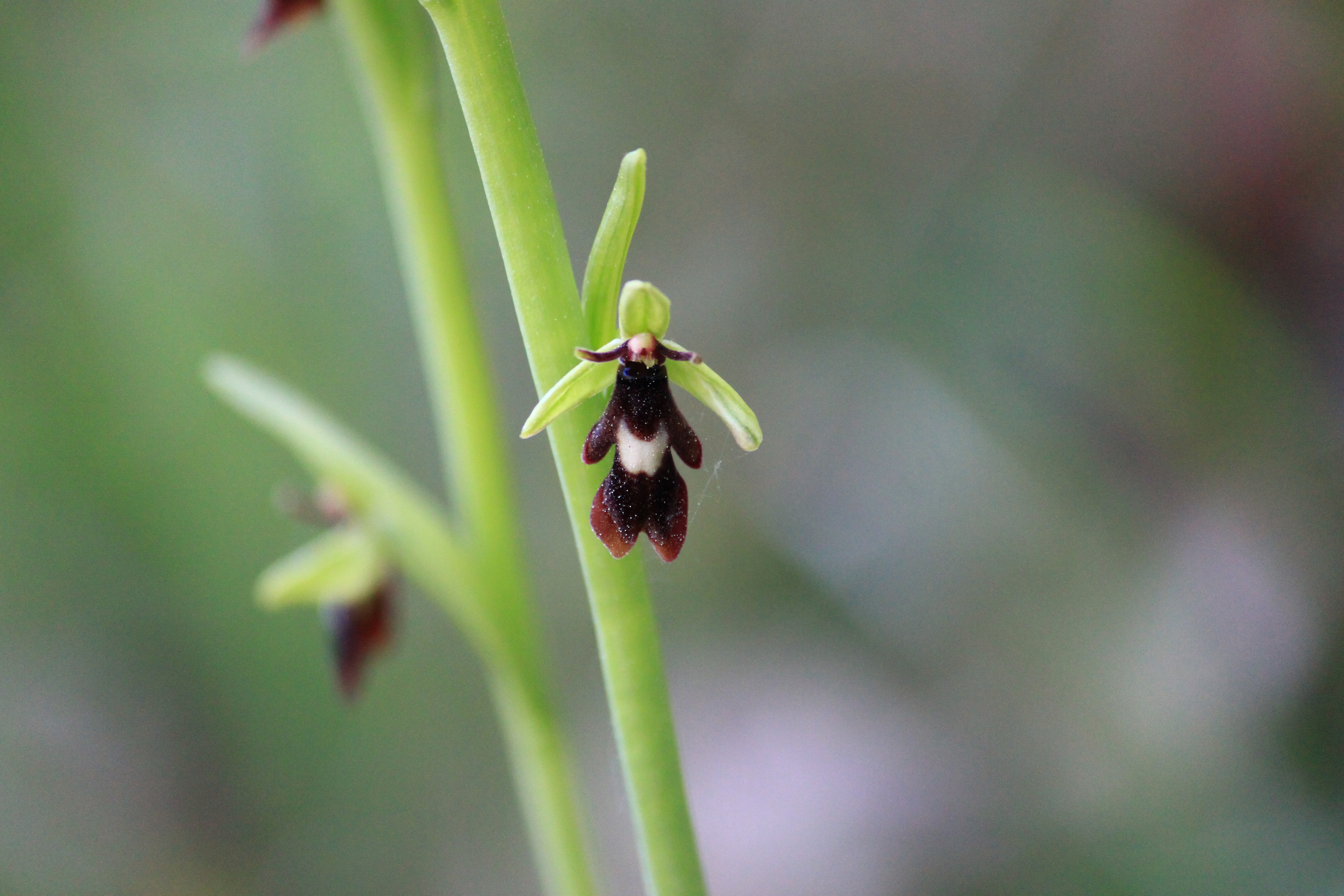
Ophrys mouche (Ophrys insectifera).
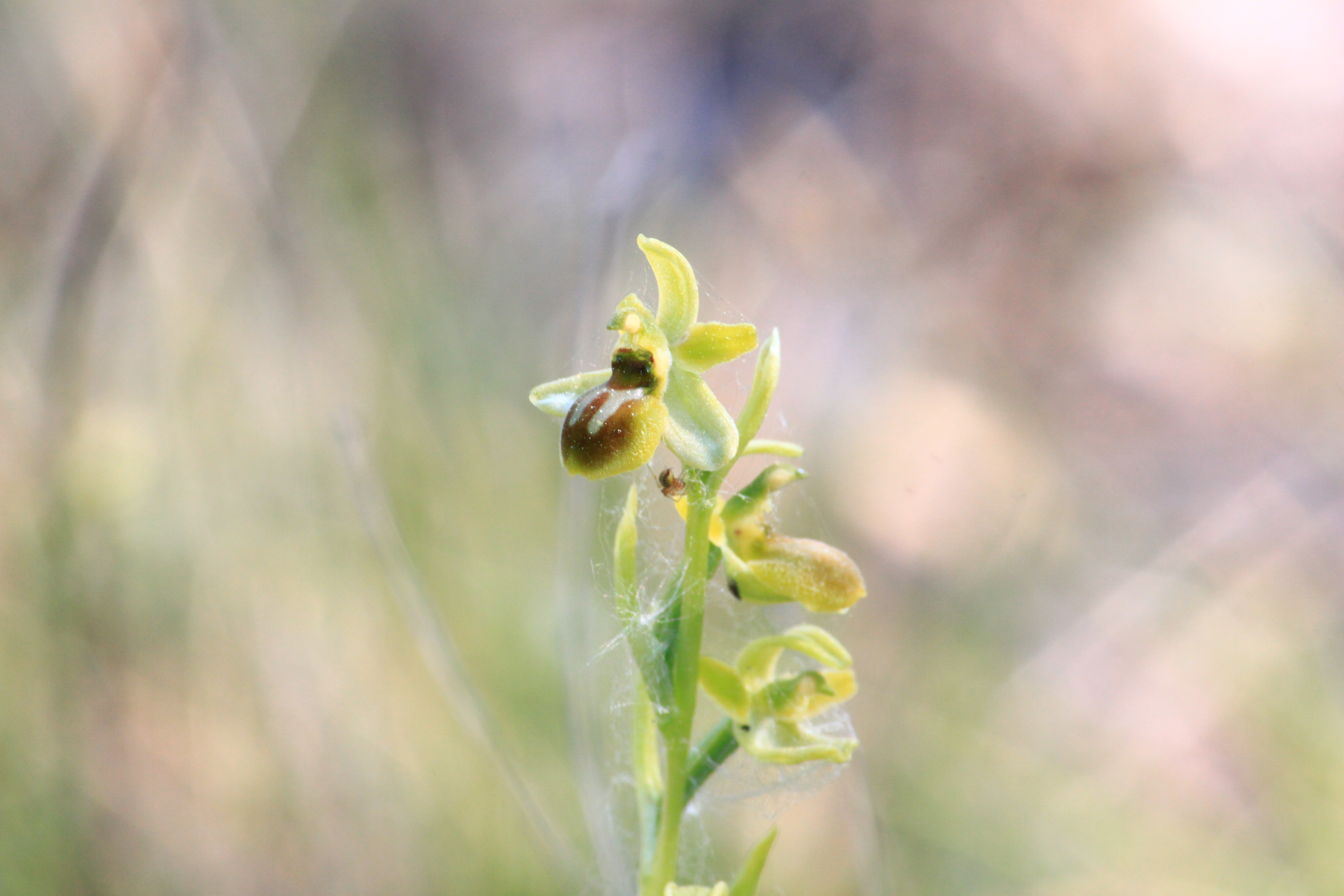
Ophrys petite araignée, ou ophrys litigieux (Ophrys araneola).
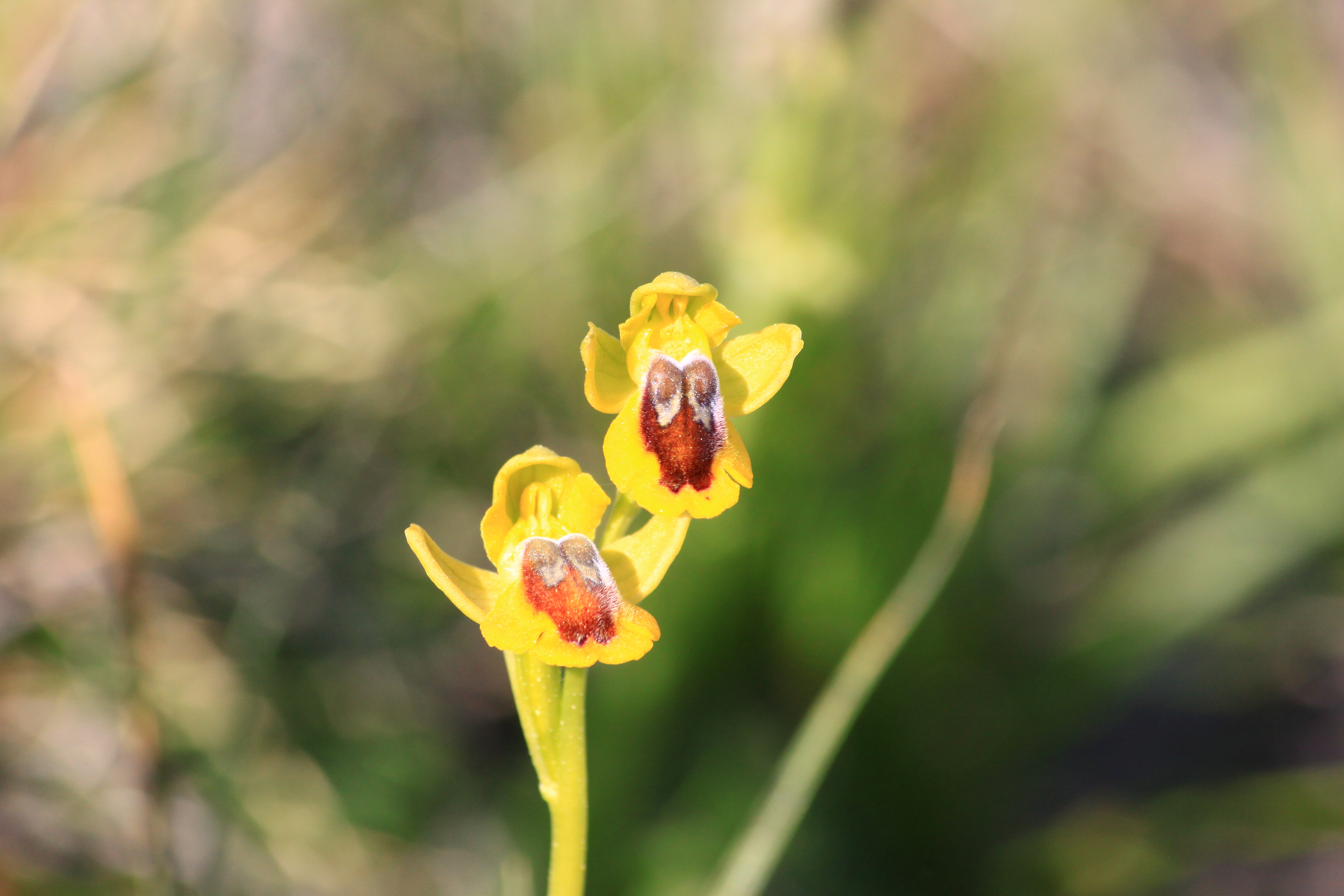
Ophrys jaune (Ophrys lutea).
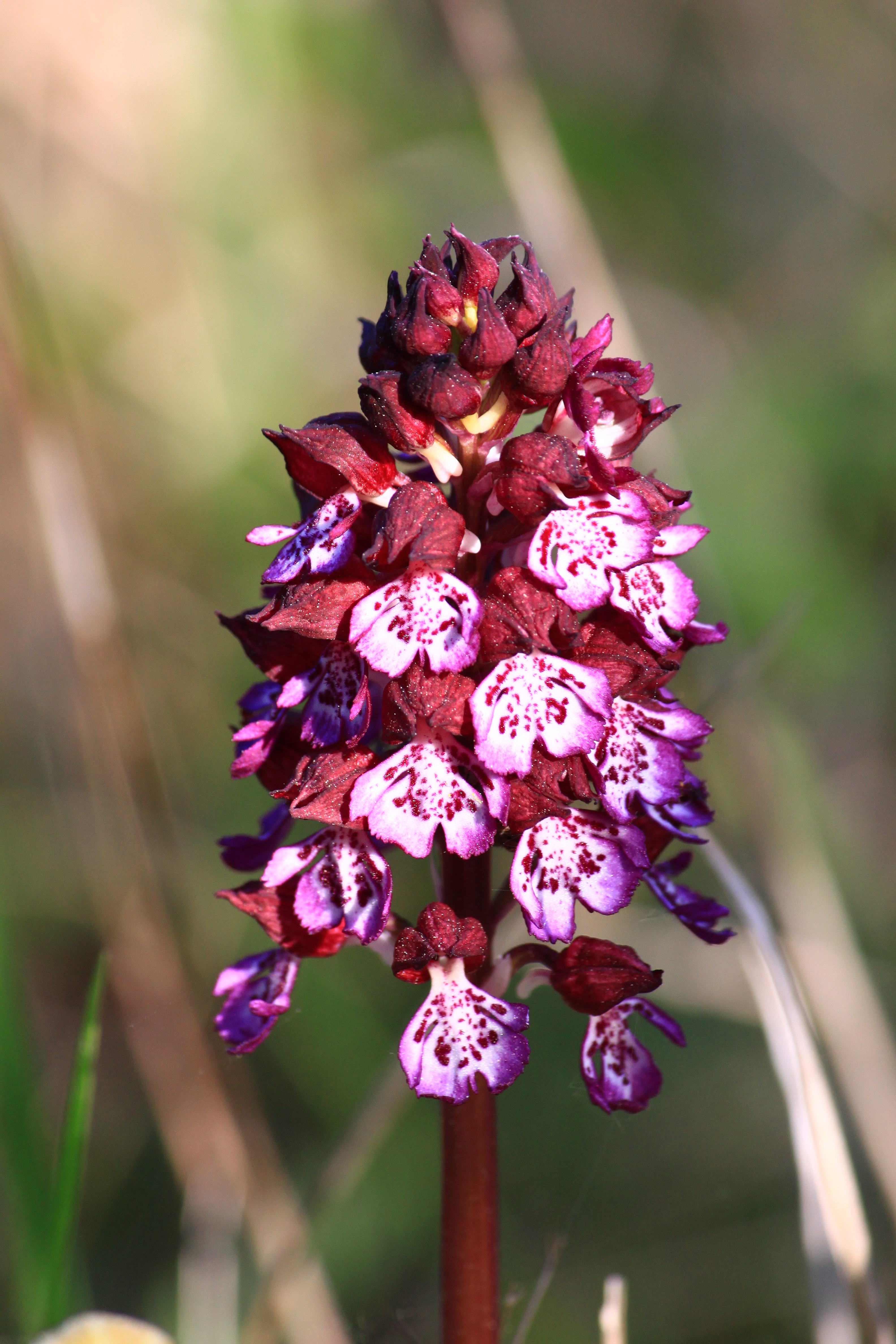
Orchis pourpre (Orchis purpurea).

Dans le cadre de la Convention européenne du paysage entrée en vigueur en France le 1er juillet 2006, renforcée par la loi du 8 août 2016 pour la reconquête de la biodiversité, de la nature et des paysages, un atlas des paysages de la Dordogne a été élaboré sous maîtrise d’ouvrage de l’État et publié en octobre 2020. Les paysages du département s'organisent en huit unités paysagères,. La commune fait partie du Périgord noir, un paysage vallonné et forestier, qui ne s’ouvre que ponctuellement autour de vallées-couloirs et d’une multitude de clairières de toutes tailles. Il s'étend du nord de la Vézère au sud de la Dordogne (en amont de Lalinde) et est riche d’un patrimoine exceptionnel.
La superficie cadastrale de la commune publiée par l'Insee, qui sert de référence dans toutes les statistiques, est de 13,10 km2,,. La superficie géographique, issue de la BD Topo, composante du Référentiel à grande échelle produit par l'IGN, est quant à elle de 13,22 km2.

### Voies de communication et transports
La commune est traversée par deux routes départementales : la D 2 (axe nord-sud) et la D 26 (axe est-ouest).
La gare SNCF la plus proche est la gare du Buisson située  à 12 km.
L'aéroport le plus proche est celui de Bergerac à 35 km.

### Hydrographie

#### Réseau hydrographique
La commune est située dans le bassin de la Dordogne au sein du Bassin Adour-Garonne. Elle est drainée par la Couze, la Salvetat, le Ségurel, le ruisseau de Tournier, le Fournier et par divers petits cours d'eau, qui constituent un réseau hydrographique de 15 km de longueur totale,.
La Couze, d'une longueur totale de 30,09 km, prend sa source dans la commune de Pays de Belvès (territoire de l'ancienne commune de Fongalop) et se jette dans la Dordogne en rive gauche à Couze-et-Saint-Front, face à Lalinde,. . Elle traverse la commune d'est en ouest sur quatre kilomètres et demi, servant de limite naturelle sur trois kilomètres, en plusieurs tronçons, face à Saint-Avit-Rivière et Saint-Avit-Sénieur.
Trois de ses affluents de rive droite arrosent la commune : 
- le ruisseau de Tournier sur deux kilomètres dans le nord-ouest dont près d'un kilomètre et demi face à Saint-Avit-Sénieur ;
- le Fournier sur plus d'un kilomètre et demi ;
- le Ségurel qui borde le territoire communal sur un kilomètre et demi au nord-est face à Bouillac.

Affluent de rive droite du Ségurel, la Salvetat marque également la limite territoriale au nord-est sur 1,3 kilomètre, face au Buisson-de-Cadouin et à Bouillac.

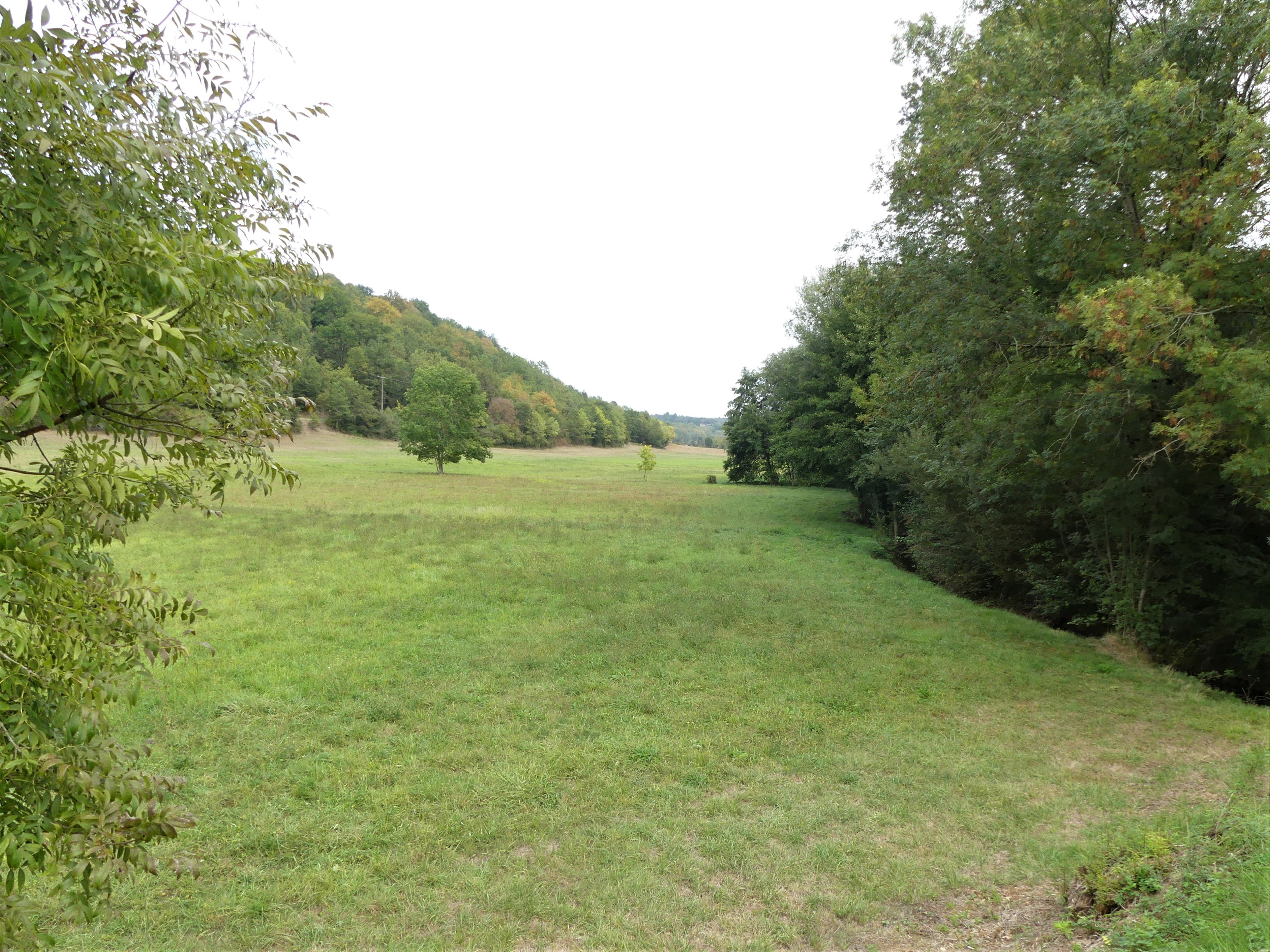
La vallée de la Couze vue depuis la RD 2.
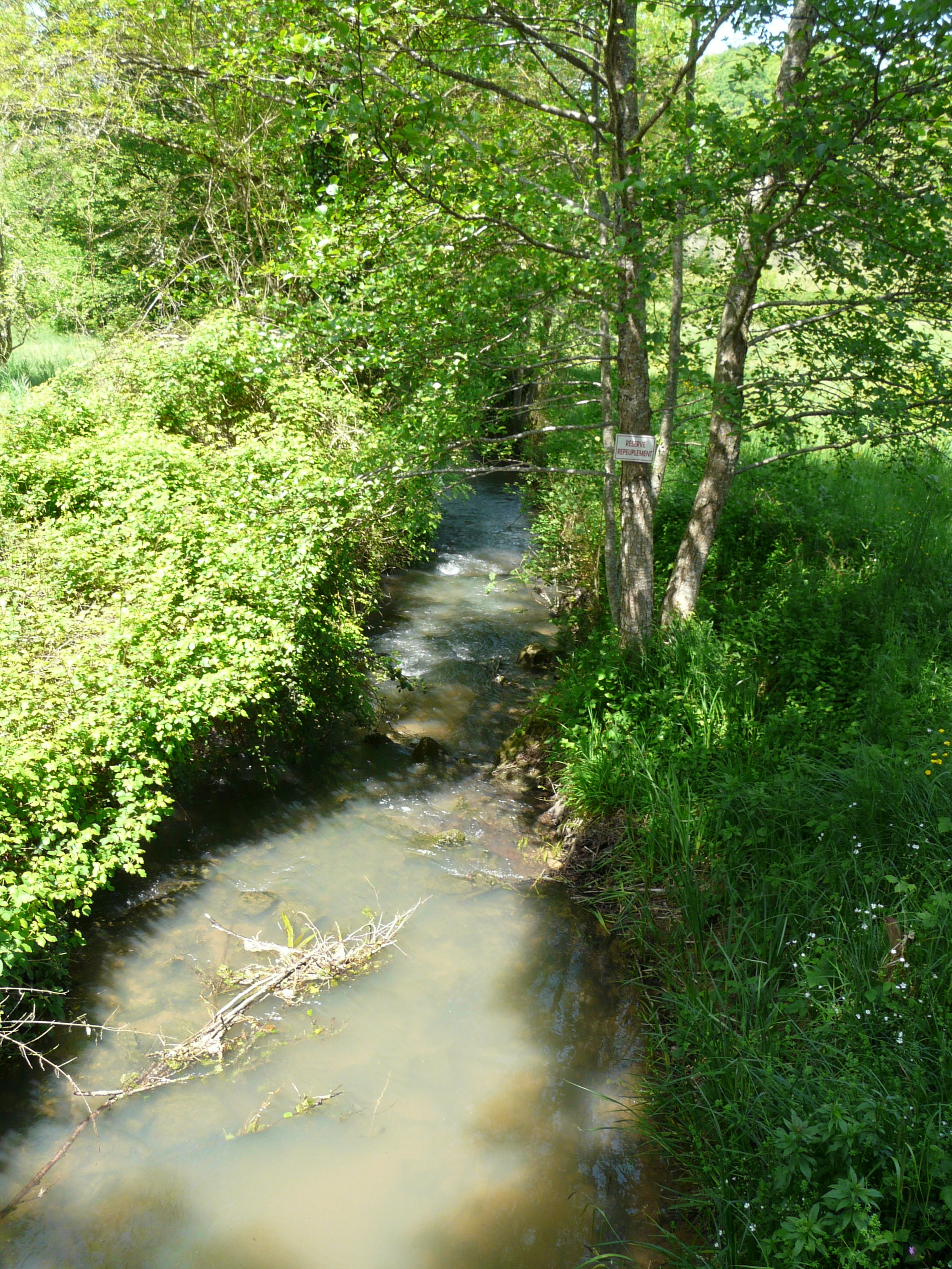
La Couze en contrebas du village de Montferrand-du-Périgord.
Réseaux hydrographique et routier de Montferrand-du-Périgord.

#### Gestion et qualité des eaux
Le territoire communal est couvert par le schéma d'aménagement et de gestion des eaux (SAGE) « Dordogne Atlantique ». Ce document de planification, dont le territoire correspond au sous‐bassin le plus aval du bassin versant de la Dordogne (aval de la confluence Dordogne - Vézère)., d'une superficie de 2 700 km2 est en cours d'élaboration. La structure porteuse de l'élaboration et de la mise en œuvre est l'établissement public territorial de bassin de la Dordogne (EPIDOR). Il définit sur son territoire les objectifs généraux d’utilisation, de mise en valeur et de protection quantitative et qualitative des ressources en eau superficielle et souterraine, en respect des objectifs de qualité définis dans le troisième SDAGE  du Bassin Adour-Garonne qui couvre la période 2022-2027, approuvé le 10 mars 2022.
La qualité des eaux de baignade et des cours d’eau peut être consultée sur un site dédié géré par les agences de l’eau et l’Agence française pour la biodiversité.

### Climat
Pour des articles plus généraux, voir Climat de la Nouvelle-Aquitaine et Climat de la Dordogne.
Historiquement, la commune est exposée à un climat océanique aquitain.  
En 2020, Météo-France publie une typologie des climats de la France métropolitaine dans laquelle la commune est exposée à un climat océanique altéré et est dans la région climatique  Aquitaine, Gascogne, caractérisée par une pluviométrie abondante au printemps, modérée en automne, un faible ensoleillement au printemps, un été chaud (19,5 °C), des vents faibles, des brouillards fréquents en automne et en hiver et des orages fréquents en été (15 à 20 jours).
Pour la période 1971-2000, la température annuelle moyenne est de 12,9 °C, avec une amplitude thermique annuelle de 15,4 °C. Le cumul annuel moyen de précipitations est de 895 mm, avec 12 jours de précipitations en janvier et 6,6 jours en juillet. Pour la période 1991-2020, la température moyenne annuelle observée sur la station météorologique la plus proche, située sur la commune de Pays de Belvès à 11 km à vol d'oiseau, est de 13,0 °C et le cumul annuel moyen de précipitations est de 888,2 mm,. Pour l'avenir, les paramètres climatiques de la commune estimés pour 2050 selon différents scénarios d’émission de gaz à effet de serre sont consultables sur un site dédié publié par Météo-France en novembre 2022.

## Urbanisme

### Typologie
Au 1er janvier 2024, Montferrand-du-Périgord est catégorisée commune rurale à habitat très dispersé, selon la nouvelle grille communale de densité à sept niveaux définie par l'Insee en 2022.
Elle est située hors unité urbaine et hors attraction des villes,.

### Occupation des sols
L'occupation des sols de la commune, telle qu'elle ressort de la base de données européenne d’occupation biophysique des sols Corine Land Cover (CLC), est marquée par l'importance des forêts et milieux semi-naturels (57,2 % en 2018), une proportion sensiblement équivalente à celle de 1990 (57,1 %). La répartition détaillée en 2018 est la suivante : 
forêts (57,2 %), zones agricoles hétérogènes (42,2 %), prairies (0,5 %), milieux à végétation arbustive et/ou herbacée (0,1 %). L'évolution de l’occupation des sols de la commune et de ses infrastructures peut être observée sur les différentes représentations cartographiques du territoire : la carte de Cassini (XVIIIe siècle), la carte d'état-major (1820-1866) et les cartes ou photos aériennes de l'IGN pour la période actuelle (1950 à aujourd'hui).

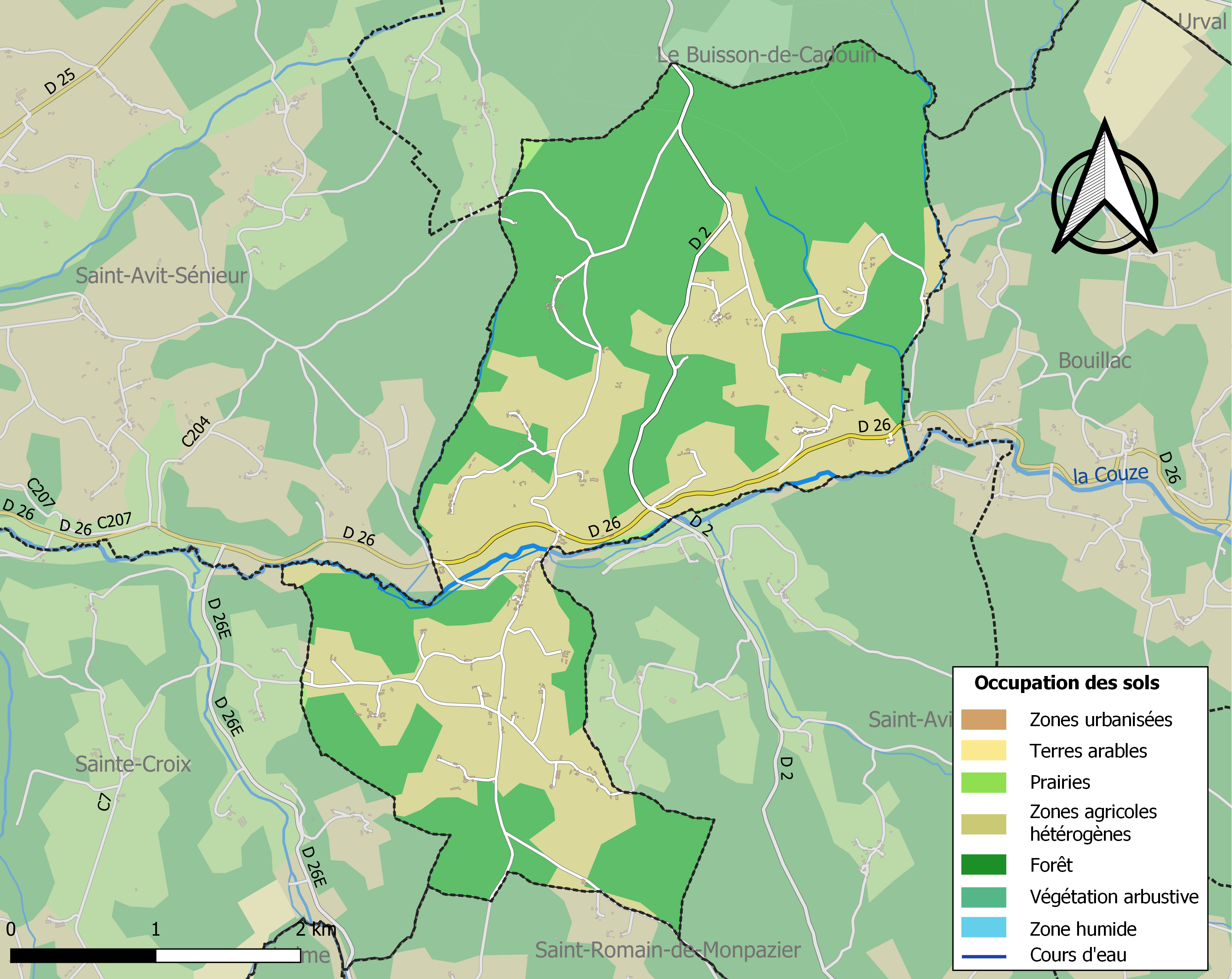
Carte des infrastructures et de l'occupation des sols de la commune en 2018 (CLC).
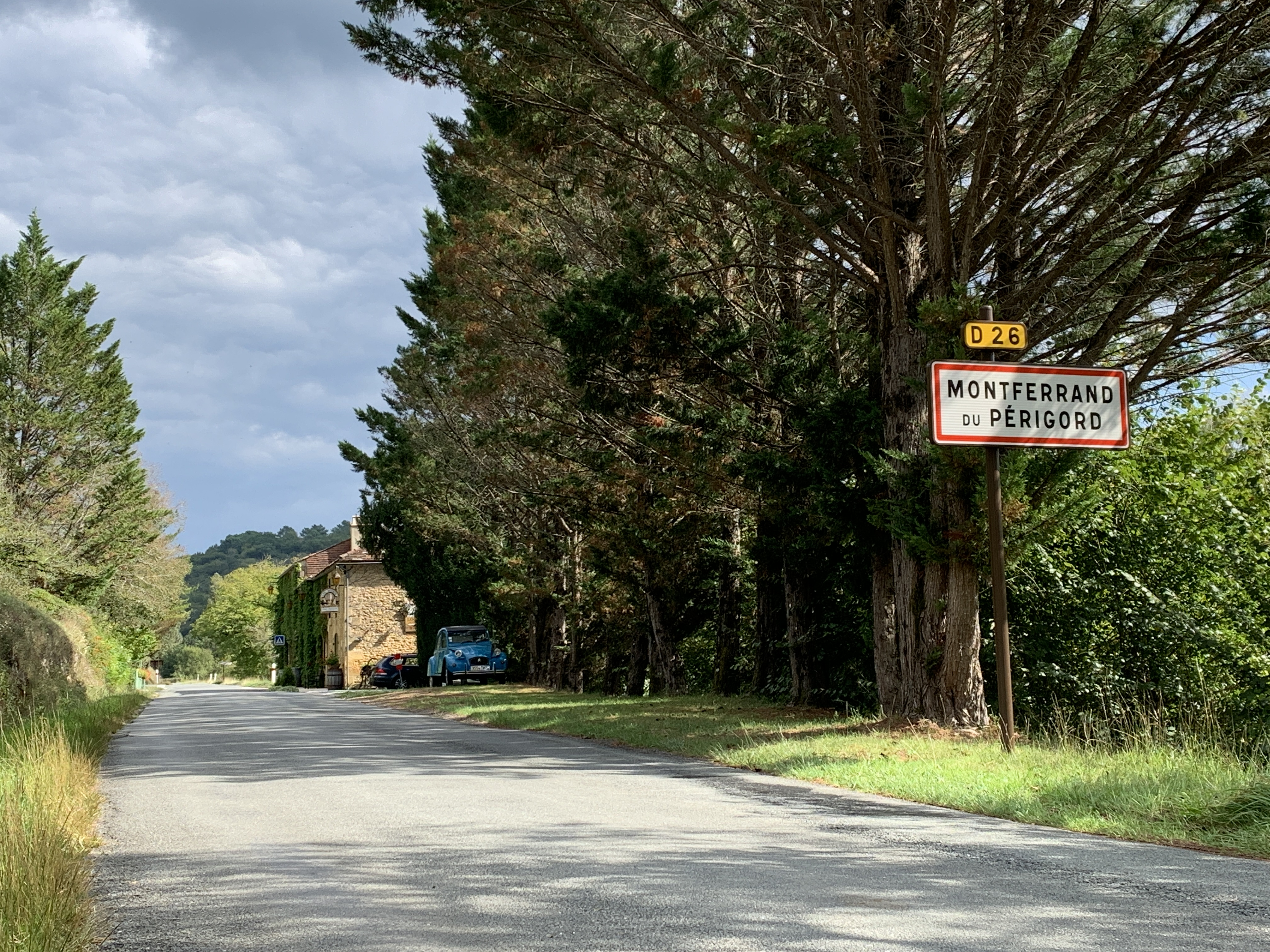
Panneau d'entrée en agglomération sur la D26.

### Morphologie urbaine
La commune de Montferrand-du-Périgord est un exemple d'habitat dispersé. Elle comporte un bourg de dimension modeste et un grand nombre de lieux-dits : trente-sept en tout dont certains ne comportent plus qu'une seule habitation occupée.
Hormis le bourg composé de l'école, de la mairie-poste et de 21 habitations dont deux logements sociaux, treize villages ou hameaux sont situés au sud de la Couze : Brondel, la Côte rouge, les Granges, la Métaderie, les Meules, Minjou, le Moulin de Granjou, le Pech de Caumont, Piquepoul, le Planège, la Poutine, Rambeaux et les Vignes (abandonné).
Vingt-trois hameaux sont situés au nord de la Couze : la Babée, la Barrière, Bellevue, le Blanquier, le Bost, Boulègue, la Brandette, Cavard, la Couture, Dourite, Ferrière, Gentil, Labattut, Langlade, Menaud, Pinel, Plaisance, Ponchelle, Régagnac, la Rivière, le Tournier, les Tuques, la Valentie et Vidal.
Le village n'a pas de plan local d'urbanisme (PLU) en 2014.

### Logement
En 2009, le nombre total de logements dans la commune était de 152, alors qu'il était de 111 en 1999.
Parmi ces logements, 53,9 % étaient des résidences principales, 41,2 % des résidences secondaires et 4,9 % des logements vacants. Ces logements étaient pour 86,8 % d'entre eux des maisons individuelles et pour 9,7 % des appartements.
La proportion des résidences principales, propriétés de leurs occupants était de 70,5 %, en légère hausse par rapport à 1999 (67,6 %).

### Projets d'aménagements
Un projet d'aménagement de la voirie du bourg est prévu en 2014 afin d'améliorer le cadre historique et la vie des habitants.
Des travaux de rénovation de l'église paroissiale Saint-Christophe dans le bourg sont en voie d'achèvement (2014).
Un projet d'amélioration de la sécurité aux abords de l'hôtel-restaurant, sur la départementale 26, est à l'étude.

### Prévention des risques
Le territoire de la commune de Montferrand-du-Périgord est vulnérable à différents aléas naturels : météorologiques (tempête, orage, neige, grand froid, canicule ou sécheresse), inondations, feux de forêts, mouvements de terrains et séisme (sismicité très faible). Un site publié par le BRGM permet d'évaluer simplement et rapidement les risques d'un bien localisé soit par son adresse soit par le numéro de sa parcelle.
Certaines parties du territoire communal sont susceptibles d’être affectées par le risque d’inondation par débordement de cours d'eau, notamment la Couze. La commune a été reconnue en état de catastrophe naturelle au titre des dommages causés par les inondations et coulées de boue survenues en 1982 et 1999,.
Montferrand-du-Périgord est exposée au risque de feu de forêt. L’arrêté préfectoral du 14 mars 2013 fixe les conditions de pratique des incinérations et de brûlage dans un objectif de réduire le risque de départs d’incendie. À ce titre, des périodes sont déterminées : interdiction totale du 15 février au 15 mai et du 15 juin au 15 octobre, utilisation réglementée du 16 mai au 14 juin et du 16 octobre au 14 février. En septembre 2020, un plan inter-départemental de protection des forêts contre les incendies (PidPFCI) a été adopté pour la période 2019-2029,.

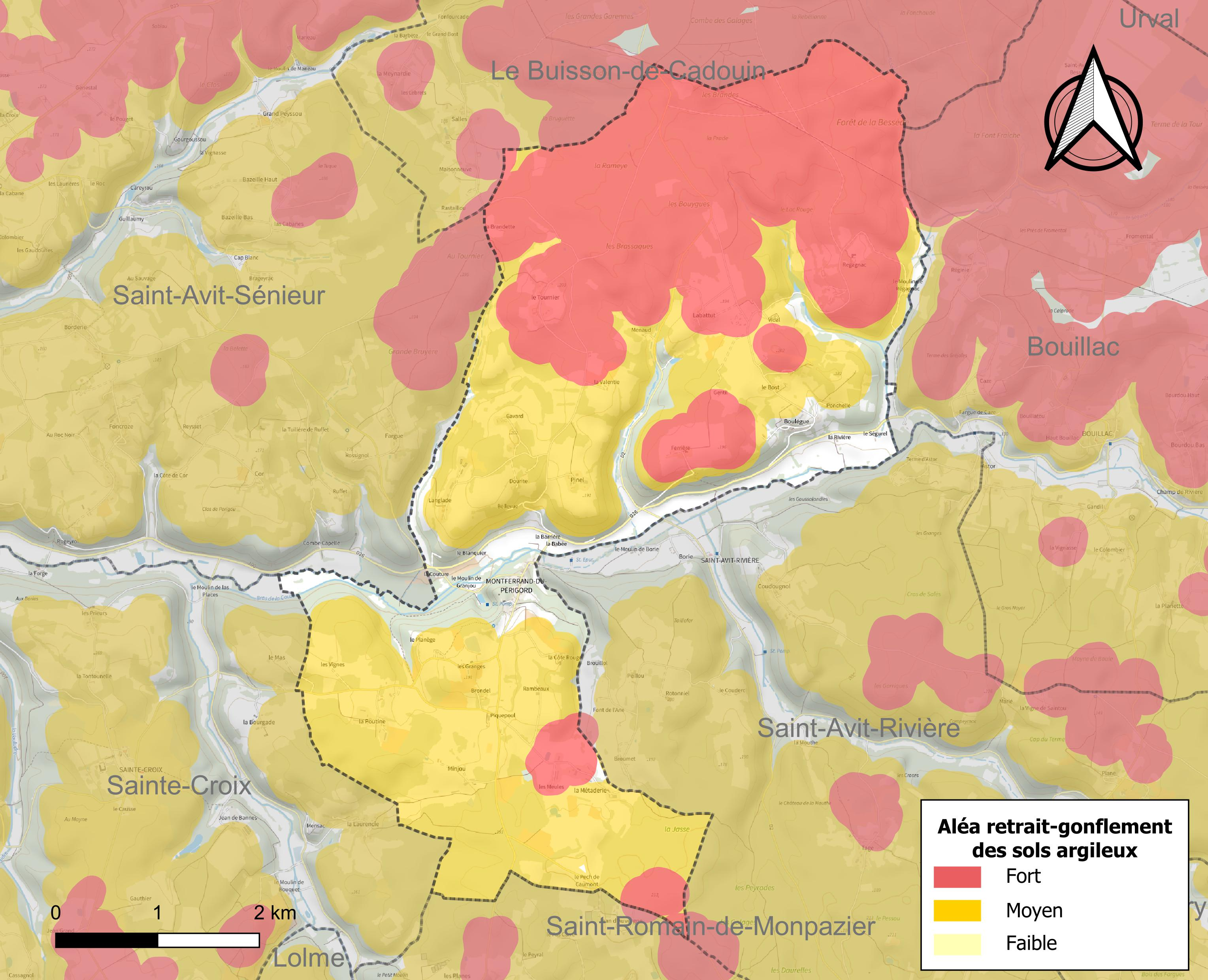
Carte des zones d'aléa retrait-gonflement des sols argileux de Montferrand-du-Périgord.

Les mouvements de terrains susceptibles de se produire sur la commune sont des tassements différentiels. Le retrait-gonflement des sols argileux est susceptible d'engendrer des dommages importants aux bâtiments en cas d’alternance de périodes de sécheresse et de pluie. 85,9 % de la superficie communale est en aléa moyen ou fort (58,6 % au niveau départemental et 48,5 % au niveau national métropolitain). Depuis le 1er octobre 2020, en application de la loi ÉLAN, différentes contraintes s'imposent aux vendeurs, maîtres d'ouvrages ou constructeurs de biens situés dans une zone classée en aléa moyen ou fort,.
La commune a été reconnue en état de catastrophe naturelle au titre des dommages causés par la sécheresse en 1989, 1992 et 2005 et par des mouvements de terrain en 1999.

## Toponymie
En occitan, la commune porte le nom de Mont Ferrand de Perigòrd.
Ce nom peut avoir différentes origines. On peut penser à la présence de minerai de fer sur les coteaux nord de la commune, mais c'est une particularité qu'on  retrouve dans toute la vallée de la Couze. Une autre origine, plus vraisemblable est celtique : le mot ferh (fort, fortifié), selon les Mémoires sur la langue celtique de Jean Baptiste Bullet, qui correspondrait à une place forte antérieure au château médiéval. C'est également l'origine de nombreux noms de famille qualifiant des hommes puissants et solides.

## Histoire

### Préhistoire
Le territoire de la commune a été habité depuis la préhistoire. En témoignent plusieurs gisements de silex taillés sur les coteaux au nord et au sud de la Couze, ainsi que la présence, à quelques mètres de la commune, mais sur le territoire de Saint-Avit-Sénieur, du gisement néandertalien de Combe-Capelle.
C'est sur ce site qu'on a trouvé l'un des plus anciens outils fabriqués par l'homme : un lissoir.

### Moyen Âge
Trois sarcophages de l’époque mérovingienne ont été également découverts à Piquepoul et dans une carrière de Bellevue,.
D'après une tradition orale non vérifiée, le village médiéval primitif se situait sur le plateau dominant le bourg actuel. Il aurait été incendié à la suite d'une épidémie de peste et rebâti sous la protection du château fort médiéval. Celui-ci était une place forte avancée de la baronnie de Biron. La chapelle romane Saint-Christophe (XIIe siècle), décorée de fresques romanes et gothiques, est le témoin du village primitif.
Sur le territoire de la commune deux autres monuments sont associés à la famille de Biron : le château de Regagnac et une métairie. Le premier était initialement un repaire noble construit au XIIIe siècle par la famille de Regagnac.
Le castrum de Monte Ferrando est mentionné dans la charte des coutumes accordé par le roi d'Angleterre Édouard Ier, duc de Guyenne, à la bastide de Beaumont, en novembre 1286, le mettant dans le ressort de la bastide de Beaumont, sauf le château de Montferrand.

### Renaissance
Le XVIe siècle est marqué par la construction de la halle et de plusieurs maisons du bourg, ainsi que par la reconstruction du château de Régagnac par la famille de Biron.

### Époque contemporaine
En 1790, Montferrand devient le chef-lieu du canton de Montferrand, comprenant sept communes. Ce canton est supprimé par  la loi du 8 pluviôse an IX (28 janvier 1801)
On construit une nouvelle église vers 1850 dans le bourg, auprès de la halle du XVIe siècle.
En 1894, la commune de Montferrand prend le nom de Montferrand-du-Périgord.
Au XIXe siècle, quatre foires annuelles reflétaient l'ampleur de l'activité commerciale du village dans son environnement.

## Politique et administration

### Rattachements administratifs et électoraux
Dès 1790, la commune de Montferrand-du-Périgord est rattachée au canton de Montferrand qui dépend du district de Belvès jusqu'en 1795, date de suppression des districts. Lorsque ce canton est supprimé portant sur la « réduction du nombre de justices de paix », la commune est rattachée au canton de Beaumont (devenu canton de Beaumont-du-Périgord en 2001) dépendant de l'arrondissement de Bergerac.
Dans le cadre de la réforme de 2014 définie par le décret du 21 février 2014, ce canton disparaît aux élections départementales de mars 2015. La commune est alors rattachée au canton de Lalinde, également dépendant de l'arrondissement de Bergerac.

### Intercommunalité
Fin 1995, Montferrand-du-Périgord intègre dès sa création la communauté de communes du Pays beaumontois. Celle-ci est dissoute au 31 décembre 2012 et remplacée au 1er janvier 2013 par la communauté de communes des Bastides Dordogne-Périgord.

### Administration municipale
La population de la commune étant comprise entre 100 et 499 habitants au recensement de 2017, onze conseillers municipaux ont été élus en 2020,.

### Liste des maires
| Période                                  | Période   | Identité          | Étiquette | Qualité                                |
| ---------------------------------------- | --------- | ----------------- | --------- | -------------------------------------- |
| Les données manquantes sont à compléter. |           |                   |           |                                        |
| 1872                                     | 1893      | Barjou            |           |                                        |
| 1893                                     | 1929      | Villeréal         |           |                                        |
| 1929                                     | 1944      | Magimel           |           |                                        |
| 1944                                     | 1947      | Girardie          |           |                                        |
| 1947                                     | 1958      | Rebeyrol          |           |                                        |
| 1958                                     | 1971      | Pasquet           |           |                                        |
| 1971                                     | 1972      | Biou              |           |                                        |
| 1972                                     | 1978      | Bernard Laubal    |           | Menuisier                              |
| 1978                                     | 2001      | Pierre Peyronnie  |           | Exploitant agricole                    |
| 2001                                     | mars 2014 | Georges Meyrignac | SE        | Exploitant agricole                    |
| mars 2014 (réélue en mai 2020)           | En cours  | Nathalie Fabre    | FG        | Agent administratif du conseil général |

### Jumelages
En 2014, Montferrand-du-Périgord n'est jumelée avec aucune commune.

## Équipements et services publics

### Enseignement
À compter de la rentrée de septembre 2015, la commune administre une école élémentaire  au sein du regroupement pédagogique intercommunal (RPI) avec les communes de Molières, Saint-Avit-Sénieur et Saint-Avit-Rivière. Le RPI comptait 11 élèves de la commune de Montferrand en 2012-2013. L'école accueillait 25 élèves du RPI en 2014 en cours élémentaire et en cours moyen. À compter de 2015, elle accueillera les élèves de cours préparatoire et de cours élémentaires. L'école de Saint-Avit-Sénieur accueillera les élèves des classes maternelles, et celle de Molières les cours moyens.
Le collège le plus proche est à Beaumont-du-Périgord, à une dizaine de kilomètres par la route.

### Santé
Les médecins, dentistes et ophtalmologistes sont installés à Beaumont-du-Périgord à 10 km, à Monpazier et à Belvès. L'hôpital le plus proche est situé à Bergerac à 38 km.

### Justice
Dans le domaine judiciaire, Montferrand-du-Périgord relève : 
- du tribunal judiciaire, du tribunal pour enfants, du conseil de prud'hommes et du tribunal de commerce de Bergerac ;
- du pôle Nationalité du tribunal judiciaire de Périgueux (compétent uniquement dans le domaine de la nationalité) ;
- de la cour d'appel, du tribunal administratif et de la  cour administrative d'appel de Bordeaux.

## Population et société

### Démographie
Les habitants de Montferrand-du-Périgord sont appelés les Montferrandais.
L'évolution du nombre d'habitants est connue à travers les recensements de la population effectués dans la commune depuis 1793. Pour les communes de moins de 10 000 habitants, une enquête de recensement portant sur toute la population est réalisée tous les cinq ans, les populations de référence des années intermédiaires étant quant à elles estimées par interpolation ou extrapolation. Pour la commune, le premier recensement exhaustif entrant dans le cadre du nouveau dispositif a été réalisé en 2008.

En 2022, la commune comptait 155 habitants, en évolution de −1,9 % par rapport à 2016 (Dordogne : +0,37 %, France hors Mayotte : +2,11 %).
| 1793 | 1800 | 1806 | 1821 | 1831 | 1836 | 1841 | 1846 | 1851 |
| ---- | ---- | ---- | ---- | ---- | ---- | ---- | ---- | ---- |
| 680  | 705  | 784  | 736  | 717  | 677  | 693  | 709  | 724  |

| 1856 | 1861 | 1866 | 1872 | 1876 | 1881 | 1886 | 1891 | 1896 |
| ---- | ---- | ---- | ---- | ---- | ---- | ---- | ---- | ---- |
| 682  | 619  | 616  | 585  | 583  | 571  | 574  | 544  | 507  |

| 1901 | 1906 | 1911 | 1921 | 1926 | 1931 | 1936 | 1946 | 1954 |
| ---- | ---- | ---- | ---- | ---- | ---- | ---- | ---- | ---- |
| 437  | 452  | 437  | 423  | 320  | 310  | 288  | 285  | 261  |

| 1962 | 1968 | 1975 | 1982 | 1990 | 1999 | 2006 | 2008 | 2013 |
| ---- | ---- | ---- | ---- | ---- | ---- | ---- | ---- | ---- |
| 232  | 236  | 211  | 185  | 197  | 180  | 172  | 170  | 163  |

| 2018 | 2022 | - | - | - | - | - | - | - |
| ---- | ---- | - | - | - | - | - | - | - |
| 156  | 155  | - | - | - | - | - | - | - |

### Manifestations culturelles et festivités
La commune organise une fête le dernier week-end de juillet.
Les « conférences de la Couze », animées par des spécialistes de la préhistoire, ont lieu chaque année dans la première quinzaine d’août (29e édition en 2018). Ce rendez-vous est l’occasion de parler de sujets avec des spécialistes renommés tout en se replongeant dans la richesse de cette vallée qui possède plusieurs gisements historiques.

## Économie

### Emploi
En 2015, parmi la population communale comprise entre 15 et 64 ans, les actifs représentent soixante personnes, soit 38,0 % de la population municipale. Le nombre de chômeurs (neuf) a augmenté par rapport à 2010 (six) et le taux de chômage de cette population active s'établit à 14,5 %.

### Établissements
Au 31 décembre 2015, la commune compte vingt-quatre établissements, dont treize au niveau des commerces, transports ou services, cinq dans la construction, trois dans l'agriculture, la sylviculture ou la pêche, et trois relatifs au secteur administratif, à l'enseignement, à la santé ou à l'action sociale.

### Entreprises et commerces
La commune de Montferrand-du-Périgord est en  zone de revitalisation rurale (ZRR).
Depuis le XVIIIe siècle, Montferrand-du-Périgord a une tradition de commerce et d'artisanat bien supérieure à ce que représente sa population. Au XXIe siècle, l'économie repose sur :
- le tourisme : un hôtel-restaurant, des tables d'hôtes et des gîtes ruraux ;
- l'agriculture et l'exploitation de la forêt : l'agriculture est diversifiée : élevage de bovins, kiwis, fraises, aviculture (canards et poules) ; la forêt repose principalement sur l'exploitation des châtaigniers ;
- l'artisanat et le commerce :  un GAEC de fabrications de produits fermiers (atelier de foie gras en particulier), un traiteur, quatre entreprises du bâtiment.

## Culture locale et patrimoine

### Lieux et monuments
La commune compte 4 monuments répertoriés à l'inventaire des monuments historiques et 25 lieux et monuments répertoriés à l'inventaire général du patrimoine culturel. Par ailleurs, elle compte 3 objets répertoriés à l'inventaire des monuments historiques et 11 objets répertoriés à l'inventaire général du patrimoine culturel.

#### Monuments historiques
- La halle couverte du XVIe siècle est inscrite depuis le 5 janvier 1948[67] ;
- la maison du XVIe siècle est inscrite depuis le 5 janvier 1948[68] ;
- l'ancienne église Saint-Christophe présente des peintures murales à l'intérieur. Elle est mentionnée pour la première fois dans une bulle pontificale de 1153 où figure « Sancti Christophori » parmi les possessions de l'abbaye de Sarlat. Elle est classée en totalité depuis le 12 juillet 2001[69] ;
- le château de Montferrand du XIIe siècle est inscrit depuis le 5 janvier 1948[70].

#### Autres sites et monuments
On peut également citer :
- le château de Regagnac des XVIe et XVIIe siècles[71] ;
- la nouvelle église paroissiale Saint-Christophe, construite en 1849 dans le bourg, dans laquelle on trouve plusieurs objets répertoriés à l'inventaire général du patrimoine culturel, en particulier les vitraux (première moitié du XXe siècle) et la garniture d'autel (deuxième moitié du XIXe siècle) ;
- des maisons Renaissance et une chartreuse ;
- l'ancienne forge dans le bourg ;
- Comme dans toutes les communes en milieu rural où les habitants vivaient autrefois en autarcie, furent bâtis de petits édifices utilitaires tels que lavoirs, fontaines, fours, pontets, ou liés à des pratiques religieuses, par exemple croix sur le passage des processions des Rogations, croix jubilaires en souvenir de missions comme la croix de Couquette[72] ou à la mémoire d'un défunt.

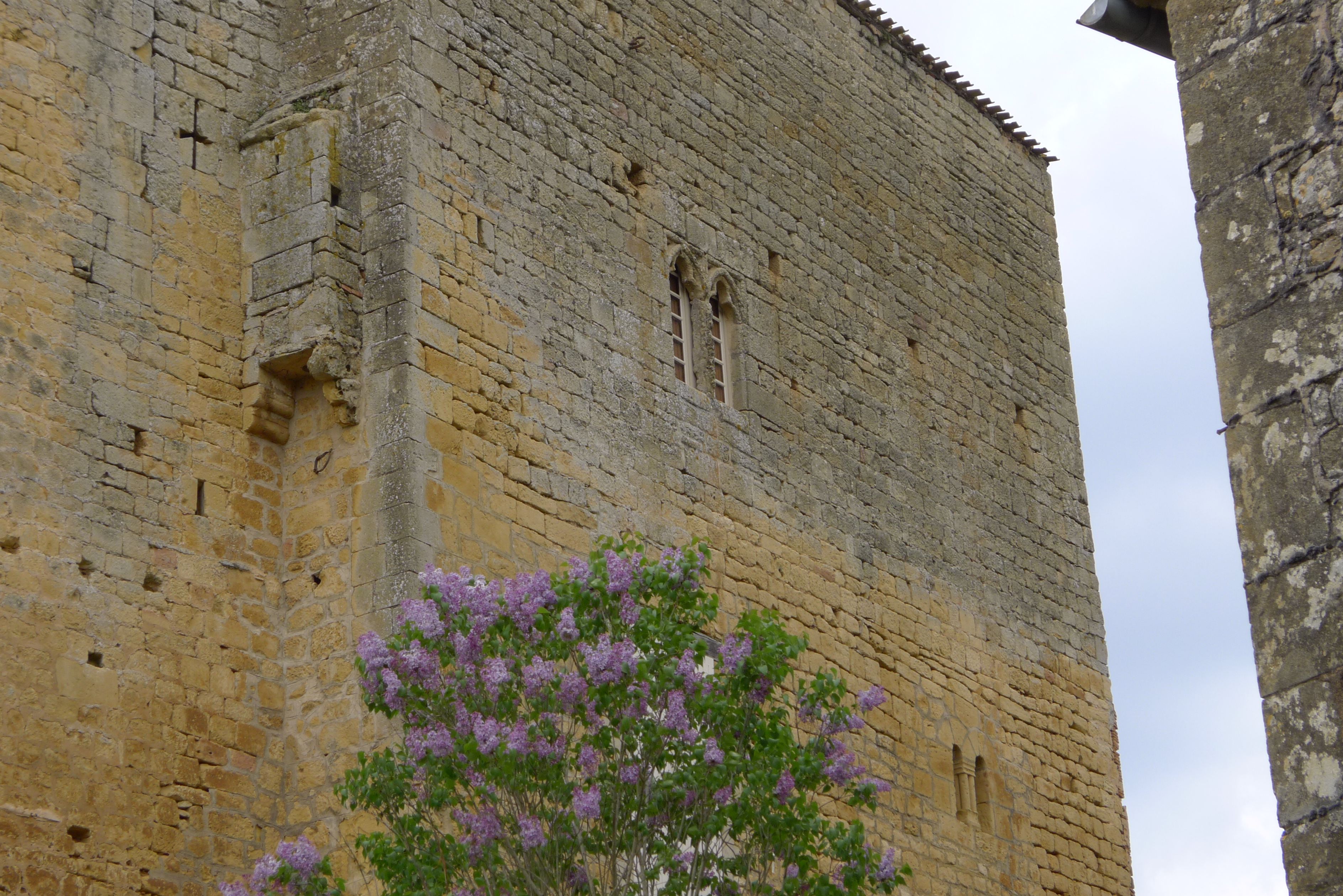
Le donjon du château fort.
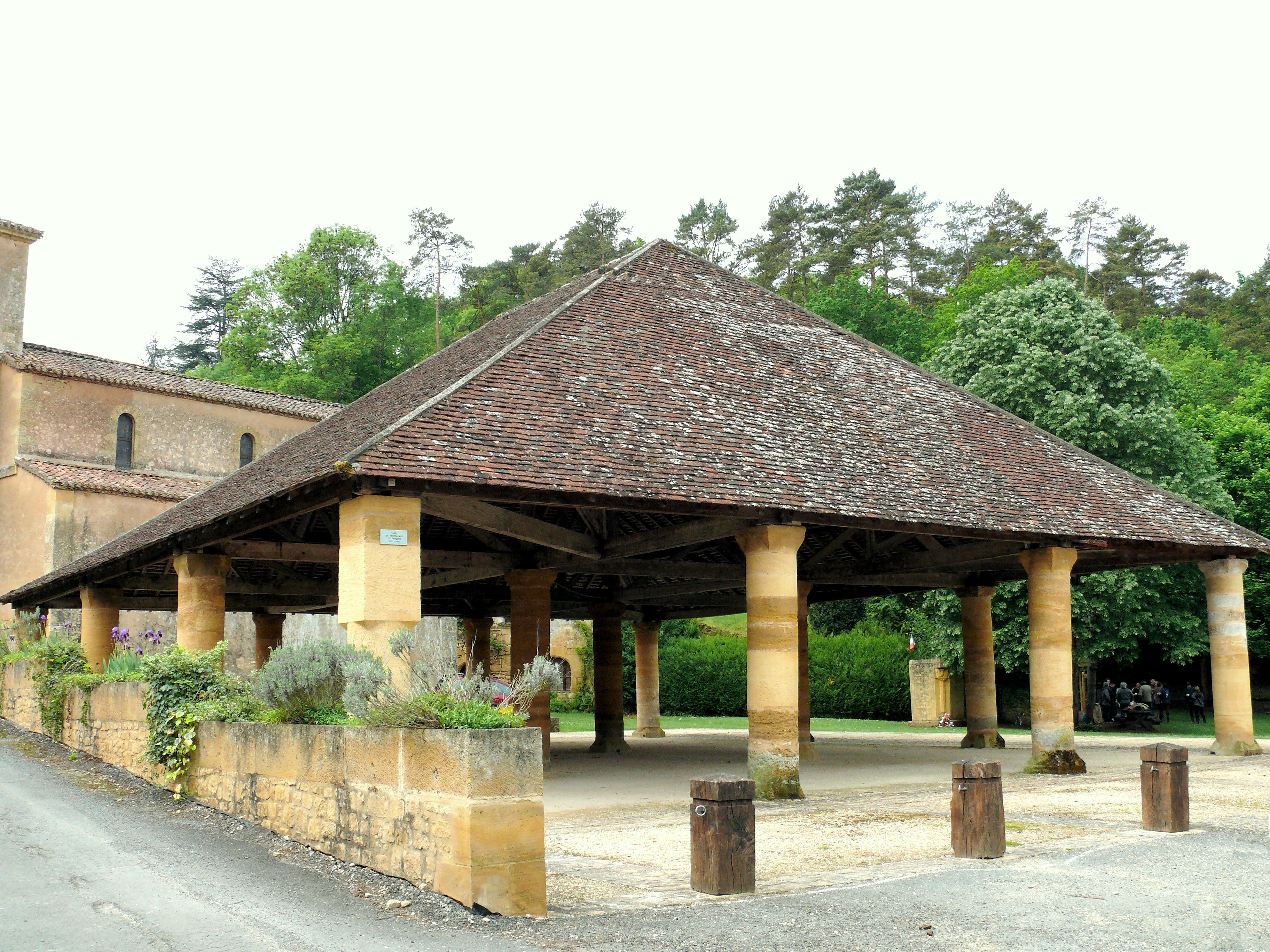
La halle.
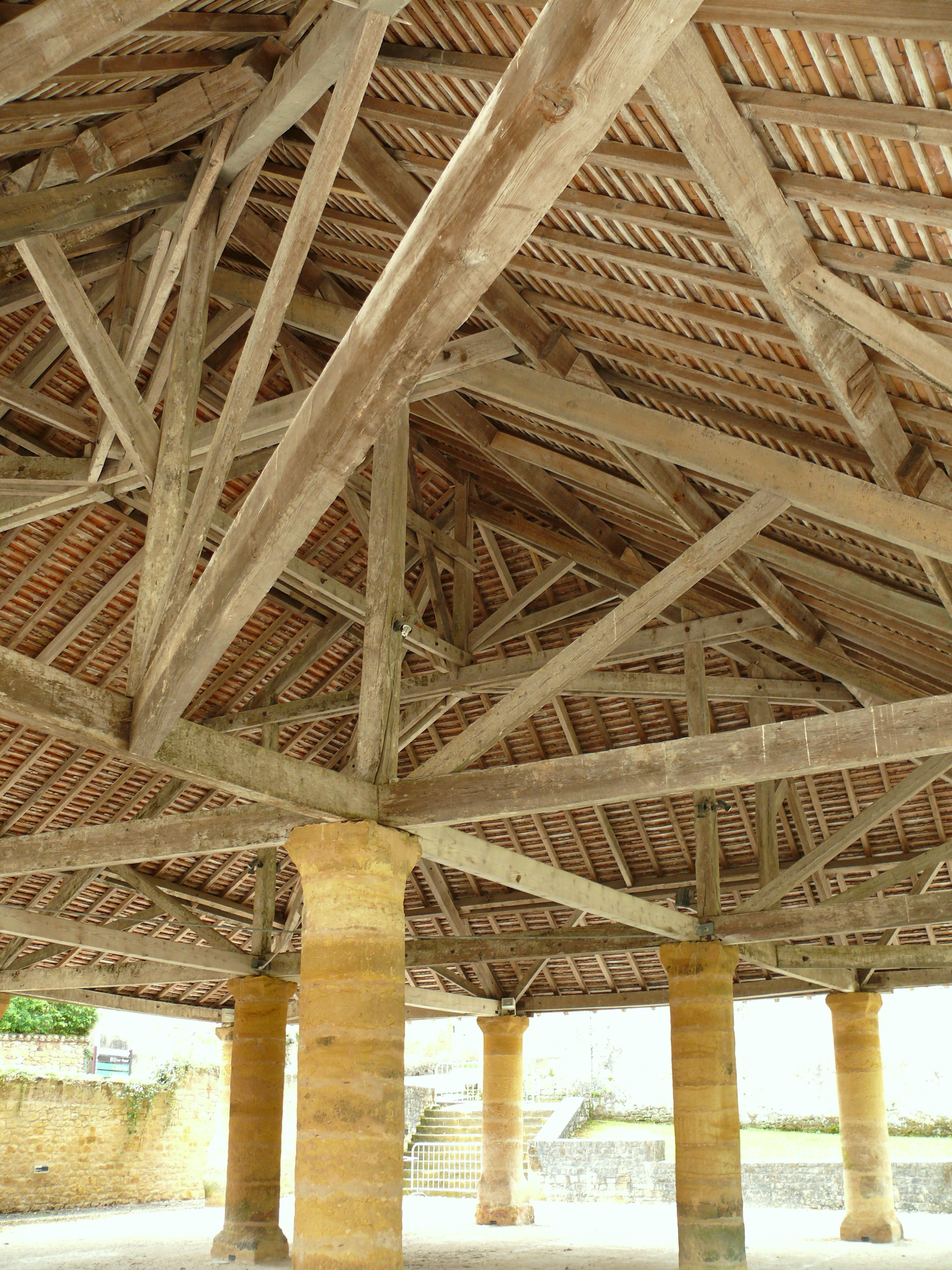
La charpente de la halle.
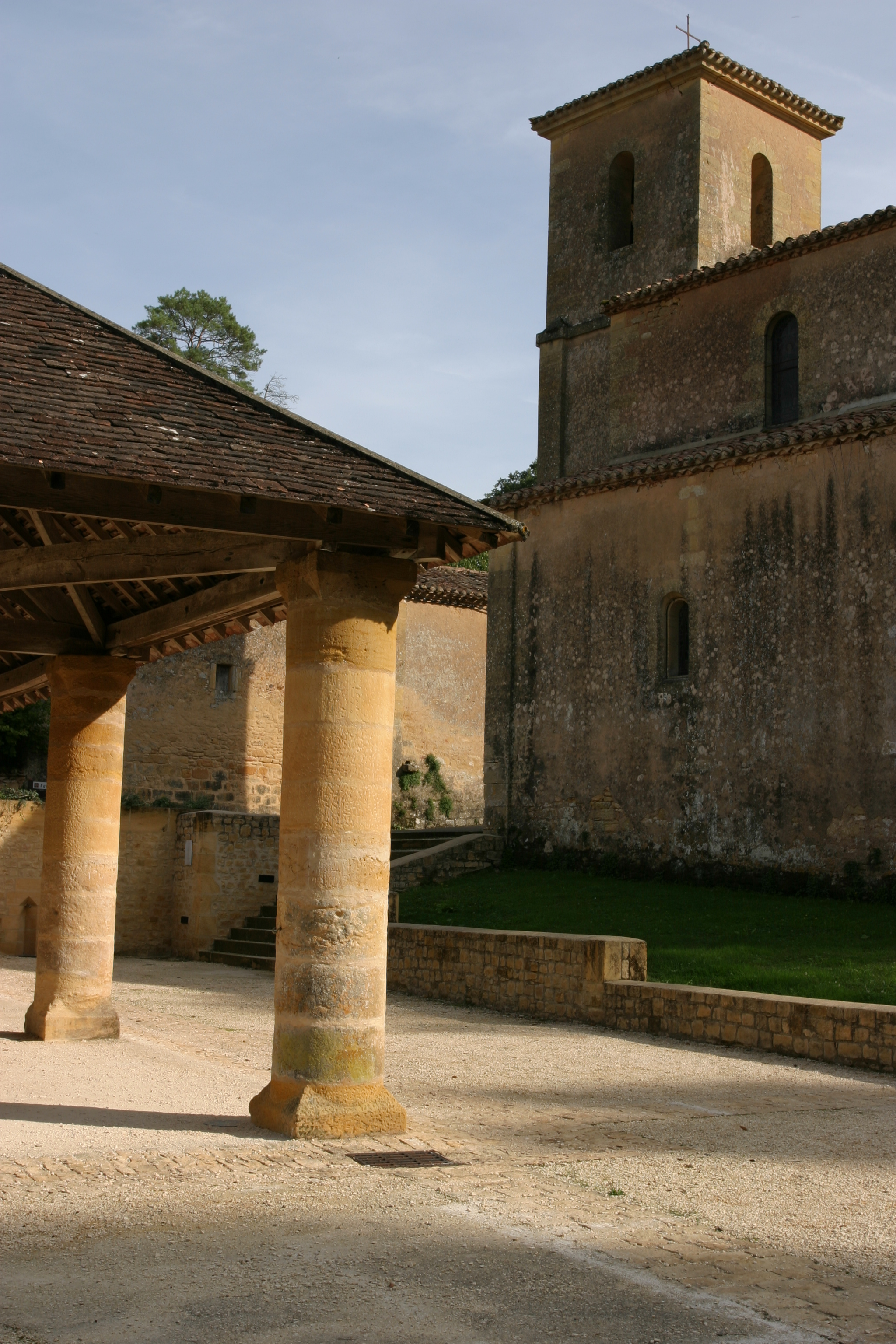
La halle et l'église du bourg.
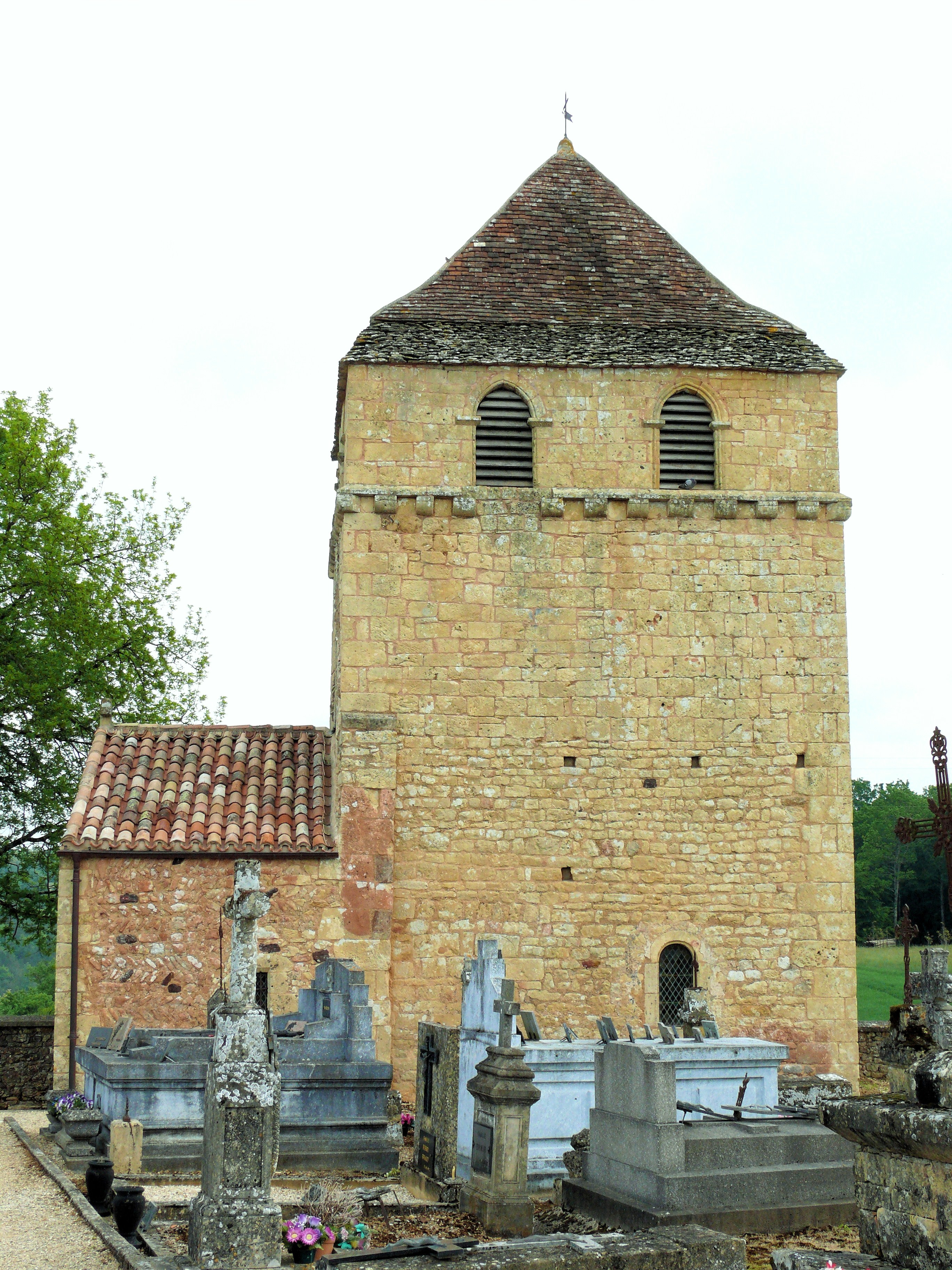
L'église Saint-Christophe et le cimetière.
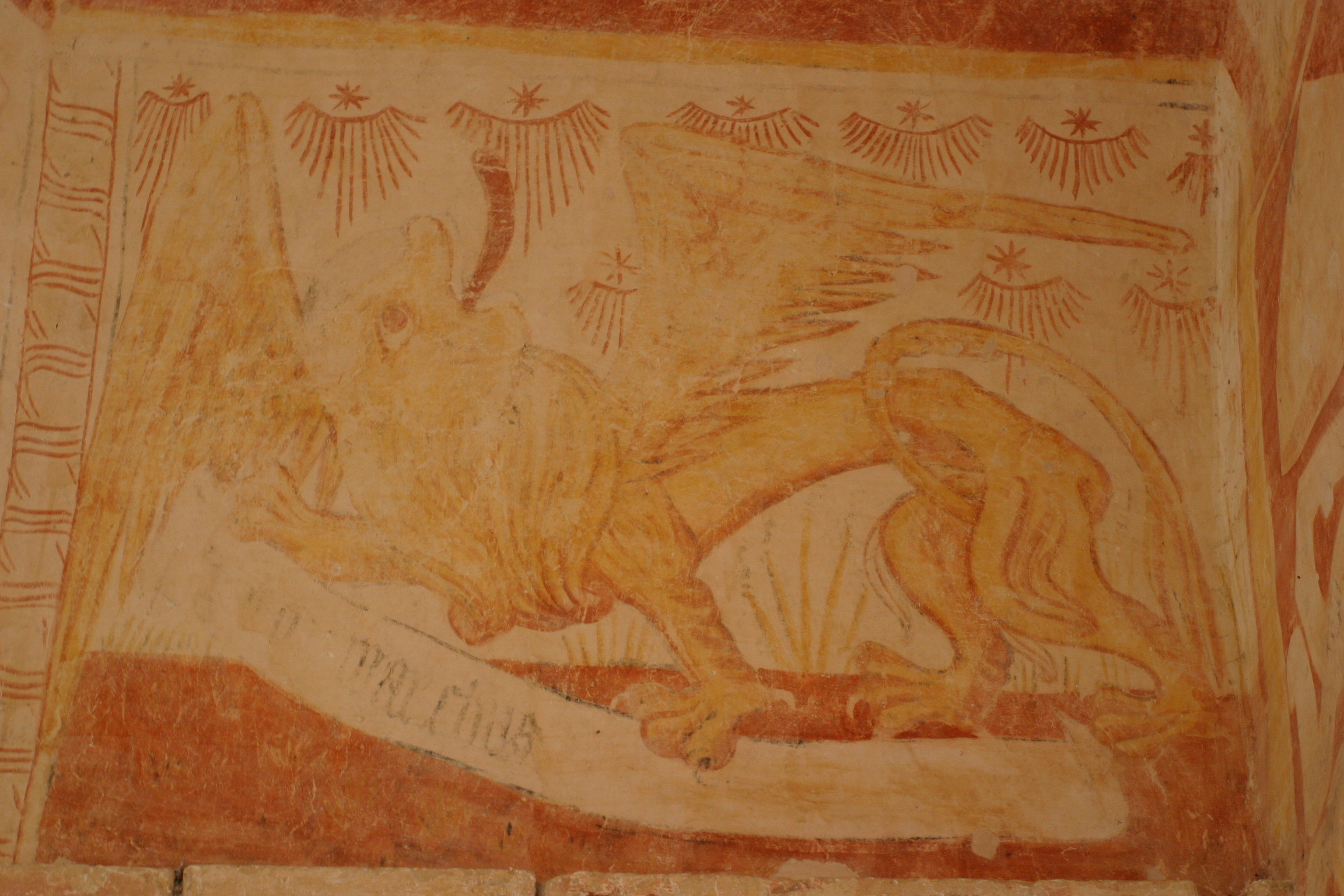
Fresque romane représentant le lion de saint Marc.
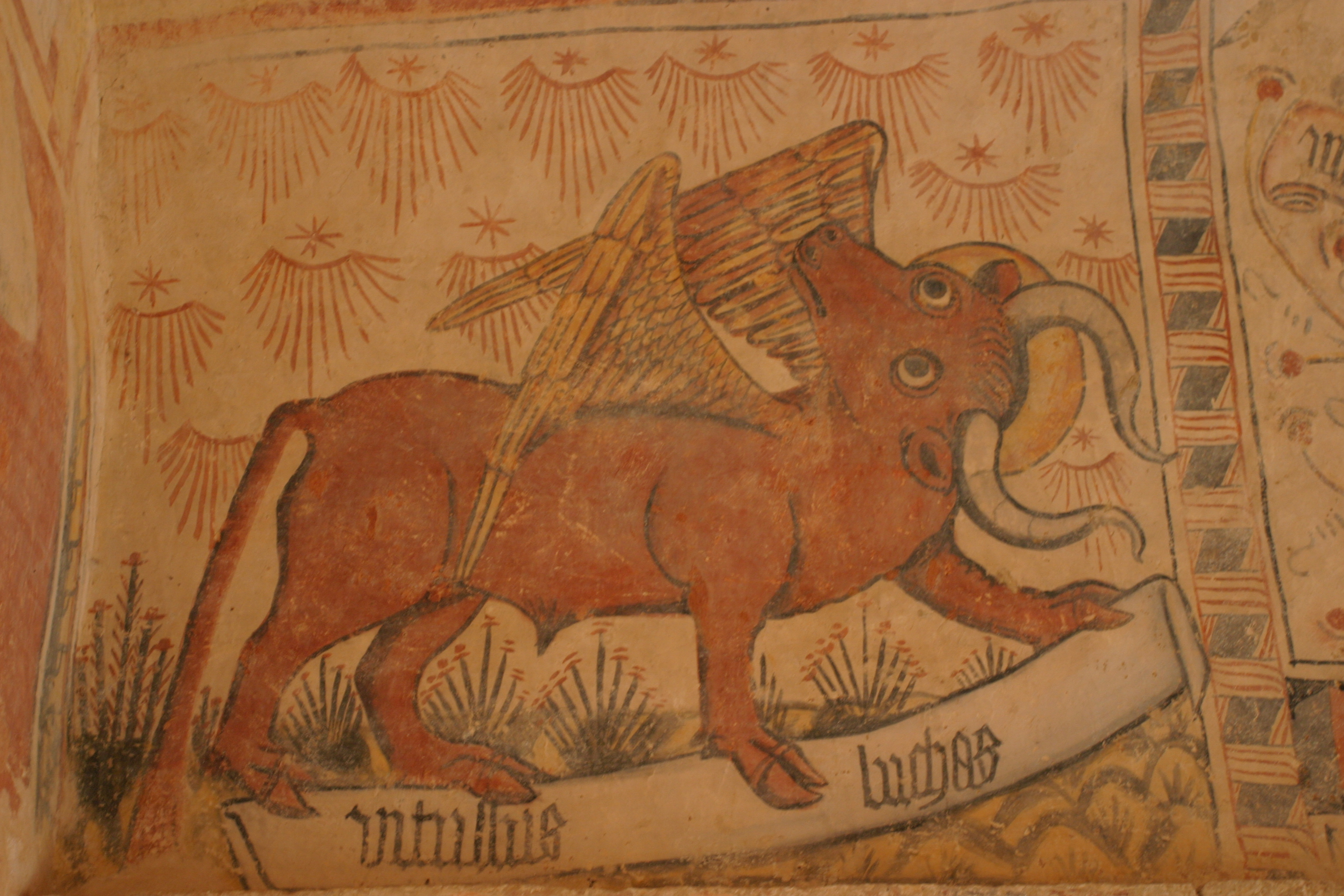
Fresque romane représentant le taureau de saint Luc.
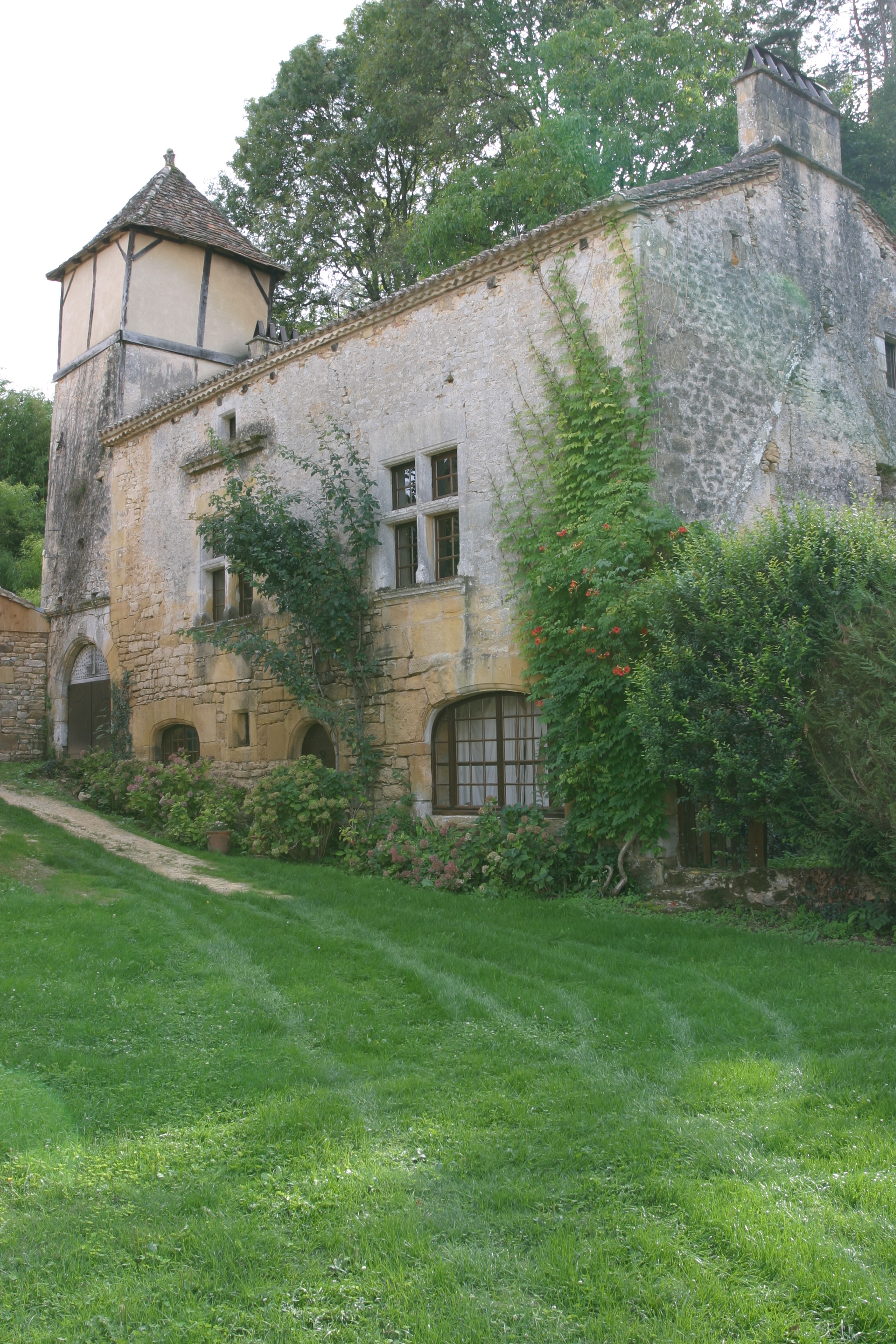
Maison Renaissance derrière l'église paroissiale.
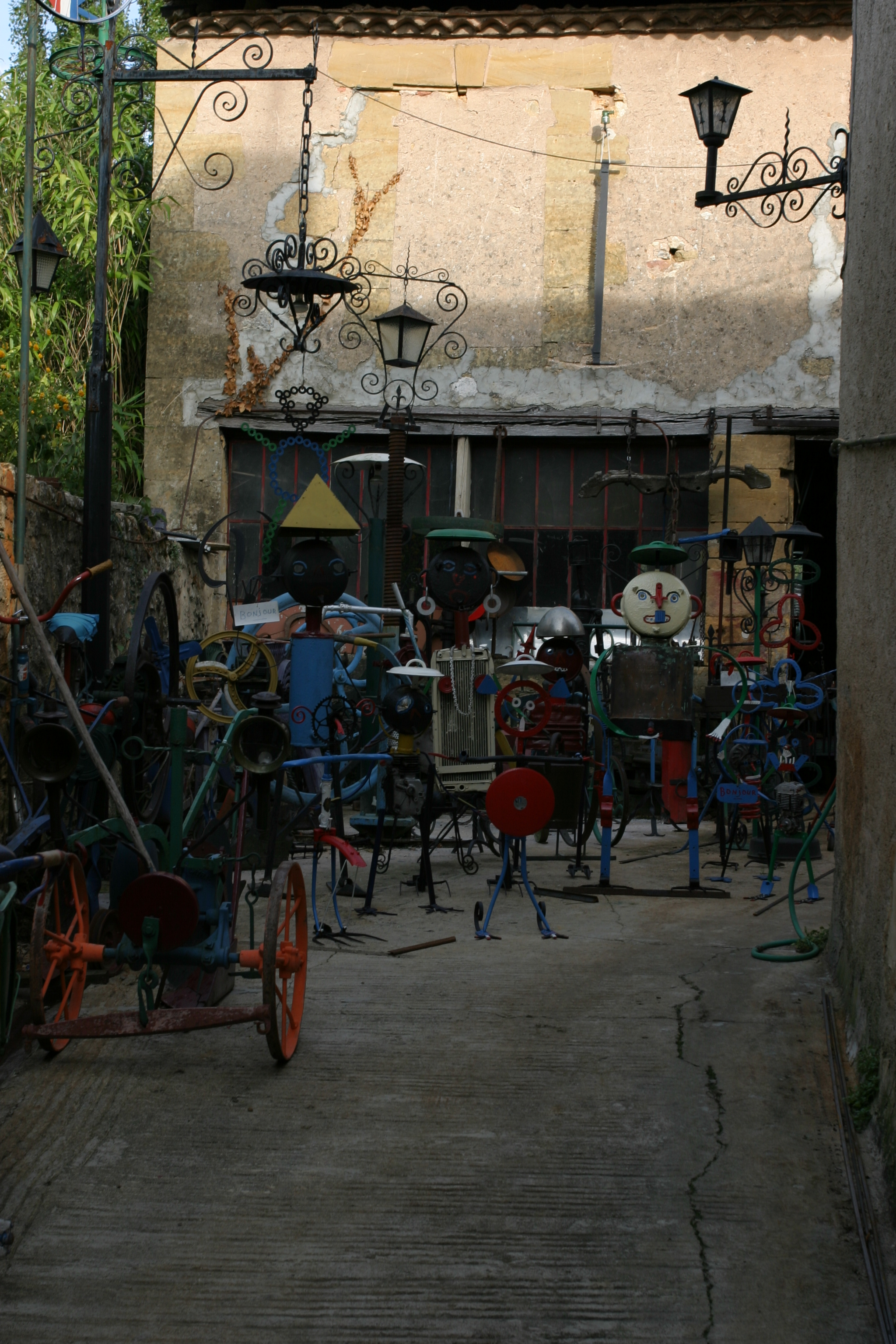
Entrée de la forge de M. Coudert en 2003.
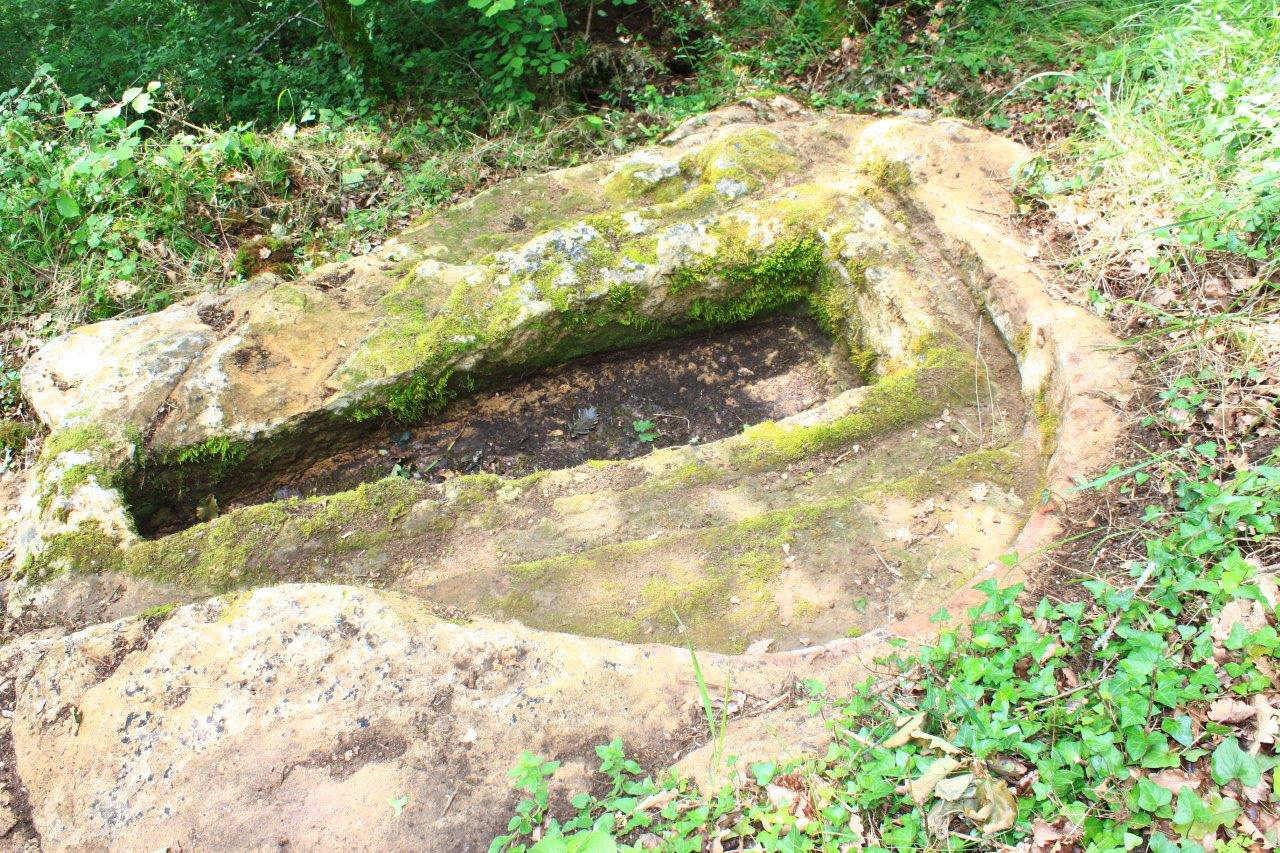
sépulture mérovingienne située carrière de Bellevue (privé)

### Cinéma et télévision
Le village de Montferrand-du-Périgord a accueilli en 2019 un tournage pour la série Draculi & Gandolfi de Guillaume Sanjorge,.

### Personnalités liées à la commune
Né à Paris le 2 octobre 1833, Charles Lenormand est connu comme architecte (basilique Notre-Dame-de-l'Assomption de Nice, cathédrale de Monaco) mais également comme photographe. Il s'est construit une maison XIXe siècle sur le plateau, face au bourg de Montferrand. Selon le témoignage du petit-fils de son régisseur : « L'escalier en bois du chalet qui part du rez-de-chaussée et monte aux étages est très large et les marches peu hautes car l'architecte avait du mal à marcher ». Décédé en 1904, il est enterré au cimetière du village. Son tombeau est situé sur la place libérée au milieu du XIXe siècle par la disparition des trois-quarts de la nef de l'église romane Saint-Christophe. Il fait partie de l'inventaire du petit patrimoine rural bâti du Périgord en 2013 pour le mélange des styles et des matériaux utilisés.

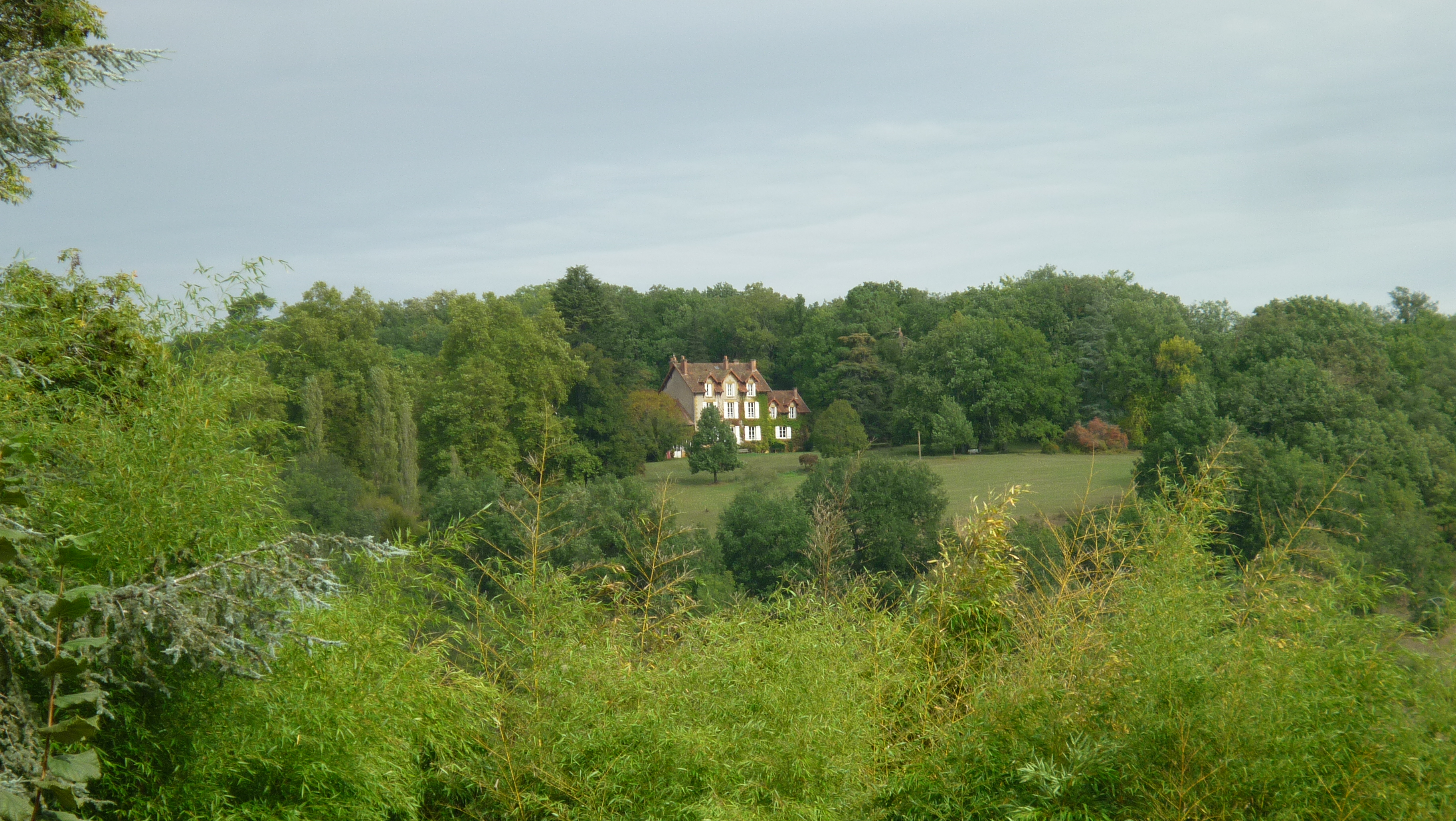
La maison de Charles Lenormand à Montferrand-du-Périgord.
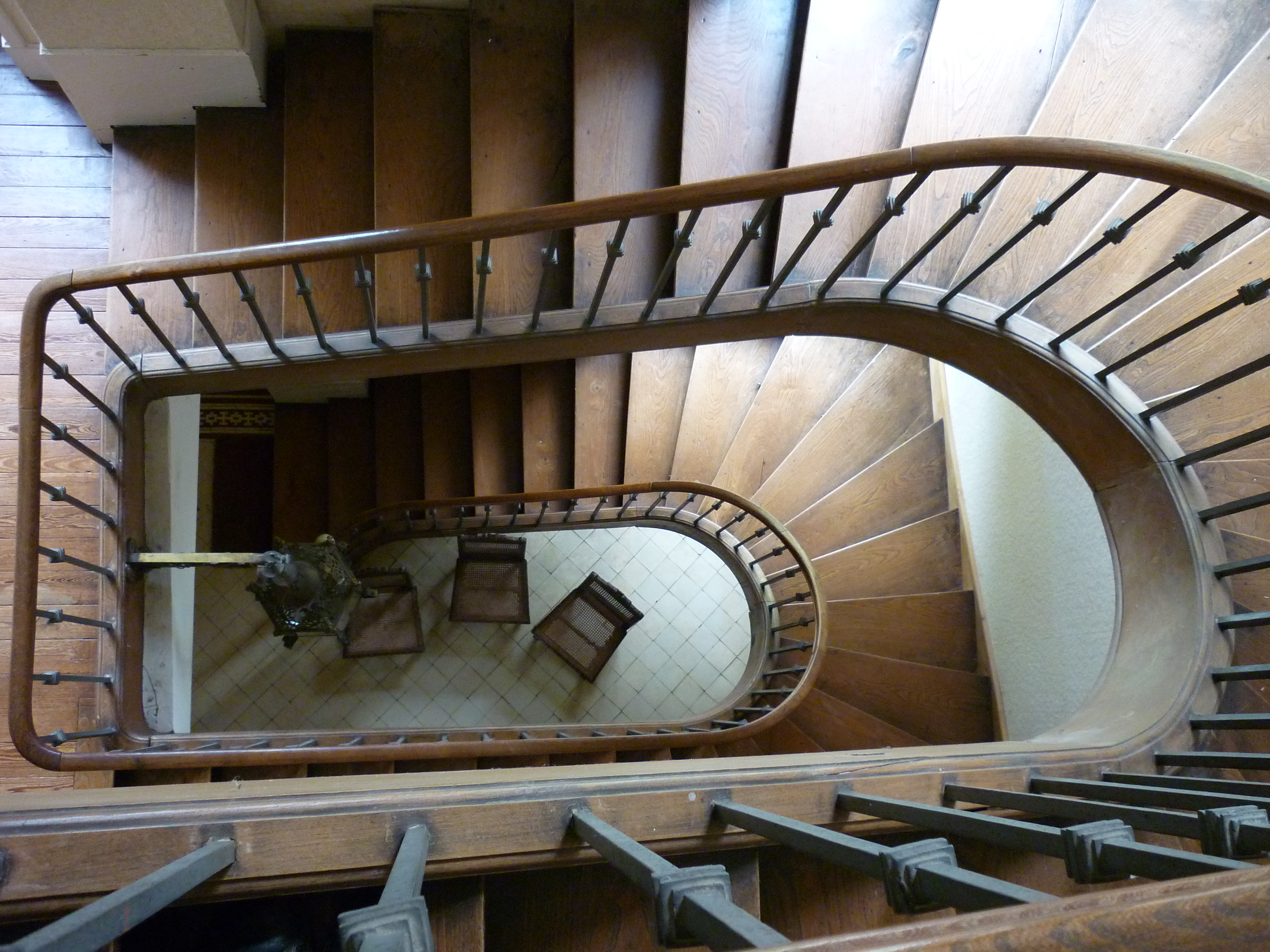
Son escalier.

### Héraldique
| Blason de Montferrand-du-Périgord | Blason  | Parti : au premier d’argent à la bande ondée d’azur chargée de trois anilles du champ posées à plomb, au deuxième de gueules à la tour d’argent ouverte, ajourée et maçonnée de sable, posée sur un mont du même mouvant de la pointe. |
| Blason de Montferrand-du-Périgord | Détails | * Il y a là non-respect de la règle de contrariété des couleurs : ces armes sont fautives (sable sur gueules). Le statut officiel du blason reste à déterminer.                                                                        |

## Pour approfondir